# Falling Down (오아시스의 노래)
〈Falling Down〉은 일곱 번째 스튜디오 음반 《Dig Out Your Soul》의 영국의 록 밴드 오아시스의 곡이다. 리드 기타리스트 노엘 갤러거가 쓰고 부른 이 곡은 2009년 3월 9일에 발매되었는데, 하루 전에 디지털 발매가 있었던 음반 중 세 번째 싱글로 발매되었다. 그 밴드가 발표한 마지막 싱글곡이었다.